# Deutsche Dreiband-Meisterschaft 1956

Veranstaltungsort: Aachen

Die Deutsche Dreiband-Meisterschaft 1956 (DDM) war die 24. Ausgabe dieser Turnierserie und fand vom 13. bis 15. April in Aachen, Nordrhein-Westfalen statt.

## Geschichte
Wegen terminlicher Schwierigkeiten der Remscheider übernahm der Aachener „Billard Sport-Klub“ die Ausrichtung. Gespielt wurde im „Alten Kurhaus“ in der Couvenstraße. Zum ersten Mal wurde bei einer DDM mit Elfenbeinbällen gespielt. Nicht teilnehmen konnte diesmal Siegfried Spielmann aus Düsseldorf, weil er gerade erst von der Freie-Partie-Europameisterschaft, bei der er Vizeeuropameister wurde, aus Barcelona zurückgekommen war.
Walter Lütgehetmann spielte in seinem zweiten Match gegen Heinz Helm die Höchstserie (HS) des Turniers mit 10 Punkten. Nachdem August Tiedtke im Vorjahr nicht teilnehmen konnte, war er wieder mit von der Partie, kam aber erst spät in seinen alten Schwung. Gegen seinen Bruder Gert konnte er nur mühevoll mit 50:42 gewinnen, verlor aber sein Spiel gegen Ernst Rudolph mit 49:50 denkbar knapp und musste sich mit dem zweiten Platz hinter Rudolph zufriedengeben. Dies war seine zweite Vizemeisterschaft (1941) seit seiner Erstteilnahme 1936, sonst hatte er bisher alle 15 Dreiband-Meisterschaften gewonnen. Für Rudolph war es sein dritter Titel. Nach seiner Vizemeisterschaft vom Vorjahr errang der Frankfurter Lütgehetmann seine zweite Bronzemedaille. Gert Tiedtke spielte bis zur dritten Partie ein gutes Turnier mit einem Generaldurchschnitt (GD) von 0,706, damit lag er gleichauf mit seinem Bruder, Lütgehetmann und Rudolph, bis ihn in der nächsten Partie ein Queuespitzenbruch ereilte. Die folgenden Partien musste er nun „angeschlagen“ überstehen und fiel dementsprechend zurück. Am Ende blieb ihm nur der vorletzte Platz.

## Modus
Es spielte „Jeder gegen Jeden“ (Round Robin) auf 50 Punkte mit Nachstoß.

## Abschlusstabelle
| MP    | Match Points (Sieger = 2; Unentschieden = 1; Verlierer = 0) |
| Pkte. | Erzielte Karambolagen                                       |
| Aufn. | Benötigte Versuche                                          |
| GD    | Generaldurchschnitt                                         |
| BED   | Bester Einzeldurchschnitt eines Spielers                    |
| HS    | Höchstserie                                                 |
|       | Bester GD des Turniers                                      |
|       | Bester ED des Turniers                                      |
|       | Beste HS des Turniers                                       |
|       | 1. Platz (Gold)                                             |
|       | 2. Platz (Silber)                                           |
|       | 3. Platz (Bronze)                                           |

| 1                          | Ernst Rudolph (Köln)                 | 14:0 | 350 | 494 | 0,708 | 0,847 | 7  |
| 2                          | August Tiedtke (Saarbrücken)         | 12:2 | 349 | 440 | 0,793 | 1,162 | 9  |
| 3                          | Walter Lütgehetmann (Frankfurt/Main) | 10:4 | 319 | 398 | 0,801 | 1,063 | 10 |
| 4                          | Joseph Bücken (Aachen)               | 5:9  | 300 | 548 | 0,547 | 0,632 | 6  |
| 5                          | Erich Heinrichs (Köln)               | 5:9  | 280 | 524 | 0,534 | 0,561 | 7  |
| 6                          | Erich Noppeney (Aachen)              | 4:10 | 320 | 529 | 0,604 | 0,675 | 8  |
| 7                          | Gert Tiedtke (Köln)                  | 4:10 | 261 | 500 | 0,522 | 0,877 | 6  |
| 8                          | Heinz Helm (Düsseldorf)              | 2:12 | 241 | 541 | 0,445 | 0,549 | 5  |
| Turnierdurchschnitt: 0,608 |                                      |      |     |     |       |       |    |